# Aziz Ansari
Pour les articles homonymes, voir Ansari.
 (mars 2019).
Si vous disposez d'ouvrages ou d'articles de référence ou si vous connaissez des sites web de qualité traitant du thème abordé ici, merci de compléter l'article en donnant les références utiles à sa vérifiabilité et en les liant à la section « Notes et références ».
Aziz Ansari est un humoriste, acteur, producteur, réalisateur et écrivain américain né le 23 février 1983 à Columbia (Caroline du Sud).
Il est révélé en tant que protagoniste de la sitcom Parks and Recreation, et, entre 2015 et 2017, il est le héros de sa propre série, Master of None.

## Biographie

### Vie privée
Les deux parents d'Aziz sont d'origine indienne, de l'état du Tamil Nadu. Sa mère, Fatima, travaille dans un centre médical et son père, Shoukath, est gastro-entérologue. Aziz a été élevé à Bennettsville en Caroline du Sud dans une communauté très majoritairement WASP[réf. nécessaire].
Ansari est diplômé de l'école de commerce de l'université de New York avec une spécialisation en marketing[réf. nécessaire].

### Carrière
En 2009, il participe à quatre épisodes de l'avant dernière saison de la sitcom Scrubs, avant d'intégrer la distribution principale d'un nouveau projet de comédie, Parks and Recreation. Son interprétation du narcissique et ambitieux Tom Haverford lui permet d'accéder à une reconnaissance internationale. Il est le premier acteur à être rattaché au projet, avant même que le concept, ni même les rôles, ne soient définis. La série, commercialement assez discrète, est largement acclamée par la critique, et le met sur le devant de la scène. Il est notamment connu pour son gimmick célèbre « Treat ya'self ! » qui signifie « Fais toi plaisir » en français.
En mai 2010, grâce à cette célébrité nouvelle, il présente la cérémonie des MTV Movie & TV Awards 2010.
En août 2011, il fait une apparition dans le clip vidéo du single Otis, le second extrait de l'album Watch the Throne du duo The Throne, formé par Jay-Z et Kanye West.
À l'approche de la fin de Parks and Recreation, en 2013, il opère un tournant en tant qu'humoriste de stand-up : il s'éloigne en effet de son regard léger et irrévérencieux sur la pop culture, et notamment le hip-hop, qui marquait encore Intimate Moments for a Sensual Evening et Dangerously Delicious, ses spectacles de 2010 et 2012.
En 2013, Buried Alive le lance en effet dans une veine plus intimiste, où il aborde son enfance. Et début 2015, Live at the Madison Garden, confirme cette exploration de la double-culture, largement saluée par la critique.
La plateforme Netflix, sur laquelle sont diffusées en exclusivité ces deux représentations, continue à lui faire confiance en lui offrant sa première série. Lancée en novembre 2015, Master of None est une comédie semi-autobiographique, dans laquelle il explore sa vie d'humoriste, sa vie privée, et aussi la question du racisme. Le programme, co-créé et co-écrit avec Alan Yang, ex-scénariste de Parks and Recreation, est acclamé par l'ensemble de la critique nord-américaine.
Une seconde saison est lancée début 2017 et Aziz Ansari décroche le prix du meilleur acteur dans une série comique pour son rôle dans Master of None lors de la cérémonie des Golden Globes de septembre 2017. Il devient ainsi le premier Asiatique à remporter ce prix.

### Accusation d'agression sexuelle
Durant l'affaire Harvey Weinstein, il soutient le mouvement féministe #metoo. En janvier 2018, une photographe anonyme de 23 ans témoigne sur le site Babe (en) de ce qu'elle qualifie d'agression sexuelle de la part d'Aziz Ansari. Elle déclare que la soirée qu'ils ont passée ensemble a commencé comme un classique rendez-vous galant pour se terminer sur « sa pire expérience avec un homme ». Alors qu'ils commencent à avoir un rapport sexuel de manière consentie, les choses commencent à aller trop vite de son point du vue à elle. Elle tente de lui faire comprendre alors que Ansari se montre insistant. Elle cède et lui prodigue un acte sexuel oral. Sur le moment, elle ne peut pas dire si Ansari a bien compris son refus et qu'il l'a sciemment ignoré ou s'il ne s'est sincèrement pas rendu compte de ce qui se passait pour elle. Le reste de la soirée se déroule normalement alors qu'ils regardent ensemble la télévision. C'est en partant de chez lui qu'elle s'effondre en larmes en se rendant compte que ce qui s'était passé lui a été très désagréable et ce n'est que plusieurs jours plus tard, qu'elle réalise que l'« incident » était de son point de vue une agression sexuelle. Lorsque plus tard, elle lui fait part de son ressenti, elle lui reproche de ne pas avoir compris les « signaux non-verbaux » qu'elle lui adressait à ce moment-là. Ansari s'excuse et reconnaît avoir peut-être mal « analysé la situation » alors que de son point de vue jusque-là, la relation avait été parfaitement consentie. Ce témoignage provoque un débat sur les limites du mouvement #metoo qui a suivi l'affaire Weinstein et la différence de perception d'un même évènement entre un homme et une femme. Certaines féministes, souvent de générations différentes, se divisent alors entre les plus âgées qui trouvent que la jeune femme devrait s'en prendre avant tout à elle-même pour ne pas avoir exprimé son refus de manière assez claire, et les plus jeunes qui reprochent à Ansari de ne pas avoir été assez à l'écoute des sentiments de sa partenaire. Certains s'interrogent aussi sur la nécessité de rendre cette histoire publique dans un témoignage anonyme alors qu'elle était susceptible de ruiner la carrière de l'humoriste quand celui-ci n'avait pas eu à l'évidence un comportement de prédateur. Ansari se retire de la vie publique pendant quelques mois avant de reprendre sa carrière. Il se dit toujours soutien inconditionnel de #metoo.

## Filmographie partielle

### Acteur

#### Cinéma
- 2006 : L'École des dragueurs (School for Scoundrels) de Todd Phillips : Classmate
- 2008 : The Rocker de Peter Cattaneo :  Aziz
- 2009 : Funny People de Judd Apatow : Randy
- 2009 : Observe and Report de Jody Hill : Saddamn
- 2009 : I Love You, Man de John Hamburg : Eugene
- 2010 : American Trip (Get Him to the Greek) de Nicholas Stoller : Matty Briggs
- 2011 : 30 minutes maximum (30 Minutes or Less) de Ruben Fleischer : Chet
- 2011 : Sex List (What's Your Number?) de Mark Mylod : Jay
- 2013 :  Epic : La Bataille du royaume secret de Chris Wedge : Mub (voix)
- 2013 : C'est la fin (This Is the End) de Seth Rogen et Evan Goldberg : lui-même
- 2014 : Date and Switch (en) : Marcus
- 2025 : Good Fortune de lui-même : Arj

#### Télévision
- 2004 : Uncle Morty's Dub Shack (en) (série télévisée) : MC Bricklayer (1 épisode)
- 2005 : New York Noise (en) (série télévisée) : Thadius P. Scornburner (1 épisode)
- 2006 : Channel 101 (en) (série télévisée), de Jay Karas : Bill
- 2006 : Cheap Seats: Without Ron Parker (en) (série télévisée) : Rosebowl Director (1 épisode)
- 2007 : Flight of the Conchords (série télévisée) : Sinjay (1 épisode)
- 2009 : Scrubs (série télévisée) : Ed (4 épisodes)
- 2009-2015 : Parks and Recreation (série télévisée) : Tom Haverford (rôle principal, 124 épisodes)
- 2010 : Raaaaaaaandy Declares War on Justin Bieber (vidéo), de Neil Mahoney : Raaaaaaaandy
- 2012-2016 : Bob's Burgers (série télévisée) : Darryl (9 épisodes)
- 2015-2017 : Master of None : Dev Shah (créateur, scénariste, producteur et acteur principal)
- 2019 : Aziz Ansari: Right Now (en) (one-man-show) : lui-même
- 2022 : Aziz Ansari: Nightclub Comedian (one-man-show) : lui-même

### Réalisateur et scénariste
- 2025 : Good Fortune

## Publications
- Modern Romance: An Investigation (Eric Klinenberg), Penguin Books, 2015

## Voix françaises
En France, Aziz Ansari a été doublé par Hervé Rey, Benjamin Gasquet et Aurélien Ringelheim.